# سوتونگا
سوتونگا (به لاتین: Sottunga) یک منطقهٔ مسکونی در فنلاند است که در جزایر الند واقع شده و ۹۰ نفر جمعیت دارد.